# Victor Kristiansen
Victor Bernth Kristiansen (Copenhague, Dinamarca, 16 de diciembre de 2002) es un futbolista danés que juega como defensa en el Leicester City F. C. de la EFL Championship.

## Trayectoria

### Inicios
Kristiansen, graduado de la academia juvenil de Copenhague, hizo su debut en el primer equipo el 4 de noviembre de 2020, y fue victoria por 2 goles 1 contra Avarta en la Copa Danesa. Hizo su debut profesional el 29 de noviembre de 2020 ganando por 3 goles a 1 contra  SønderjyskE en la Superliga de Dinamarca.
El 20 de diciembre de 2020, cuatro días después de cumplir 18 años, firmó una extensión de contrato con Copenhague que se extendería hasta diciembre de 2023.
El 20 de enero de 2023 fichó por el Leicester City por una tarifa récord de 17 millones de libras esterlinas, lo que lo convirtió en el jugador de la Superliga danesa más caro de la historia. Disputó catorce partidos en lo que quedaba de temporada y en agosto fue cedido al Bologna F. C. 1909.

## Selección nacional
Es internacional con Dinamarca en categorías inferiores. El 19 de junio de 2023 hizo su debut con la selección absoluta en un encuentro de clasificación para la Eurocopa 2024 ante Eslovenia que finalizó en empate a un gol.

### Participaciones en Eurocopas
| Copa          | Sede     | Resultado        | Partidos | Goles |
| ------------- | -------- | ---------------- | -------- | ----- |
| Eurocopa 2024 | Alemania | Octavos de final | 4        | 0     |

## Estadísticas

### Clubes
Actualizado al último partido disputado el 25 de mayo de 2025.
| Club                            | Div.          | Temporada     | Liga  | Liga  | Copas nacionales | Copas nacionales | Copas internacionales | Copas internacionales | Total | Total |
| Club                            | Div.          | Temporada     | Part. | Goles | Part.            | Goles            | Part.                 | Goles                 | Part. | Goles |
| ------------------------------- | ------------- | ------------- | ----- | ----- | ---------------- | ---------------- | --------------------- | --------------------- | ----- | ----- |
| F. C. Copenhague Dinamarca      | 1.ª           | 2020-21       | 15    | 0     | 1                | 0                | 0                     | 0                     | 16    | 0     |
| F. C. Copenhague Dinamarca      | 1.ª           | 2021-22       | 21    | 0     | 1                | 0                | 11                    | 0                     | 33    | 0     |
| F. C. Copenhague Dinamarca      | 1.ª           | 2022-23       | 15    | 1     | 1                | 0                | 8                     | 0                     | 24    | 1     |
| F. C. Copenhague Dinamarca      | Total club    | Total club    | 51    | 1     | 3                | 0                | 19                    | 0                     | 73    | 1     |
| Leicester City F. C. Inglaterra | 1.ª           | 2022-23       | 12    | 0     | 2                | 0                | ―                     | ―                     | 14    | 0     |
| Bologna F. C. 1909 · Italia     | 1.ª           | 2023-24       | 32    | 0     | 2                | 0                | ―                     | ―                     | 34    | 0     |
| Bologna F. C. 1909 · Italia     | Total club    | Total club    | 32    | 0     | 2                | 0                | 0                     | 0                     | 34    | 0     |
| Leicester City F. C. Inglaterra | 1.ª           | 2024-25       | 30    | 0     | 1                | 0                | ―                     | ―                     | 31    | 0     |
| Leicester City F. C. Inglaterra | Total club    | Total club    | 42    | 0     | 3                | 0                | 0                     | 0                     | 45    | 0     |
| Total carrera                   | Total carrera | Total carrera | 125   | 1     | 8                | 0                | 19                    | 0                     | 152   | 1     |

## Palmarés

### Títulos nacionales
| Título                 | Club             | País      | Año  |
| ---------------------- | ---------------- | --------- | ---- |
| Superliga de Dinamarca | F. C. Copenhague | Dinamarca | 2022 |